# سیف (اسطوره نورس)

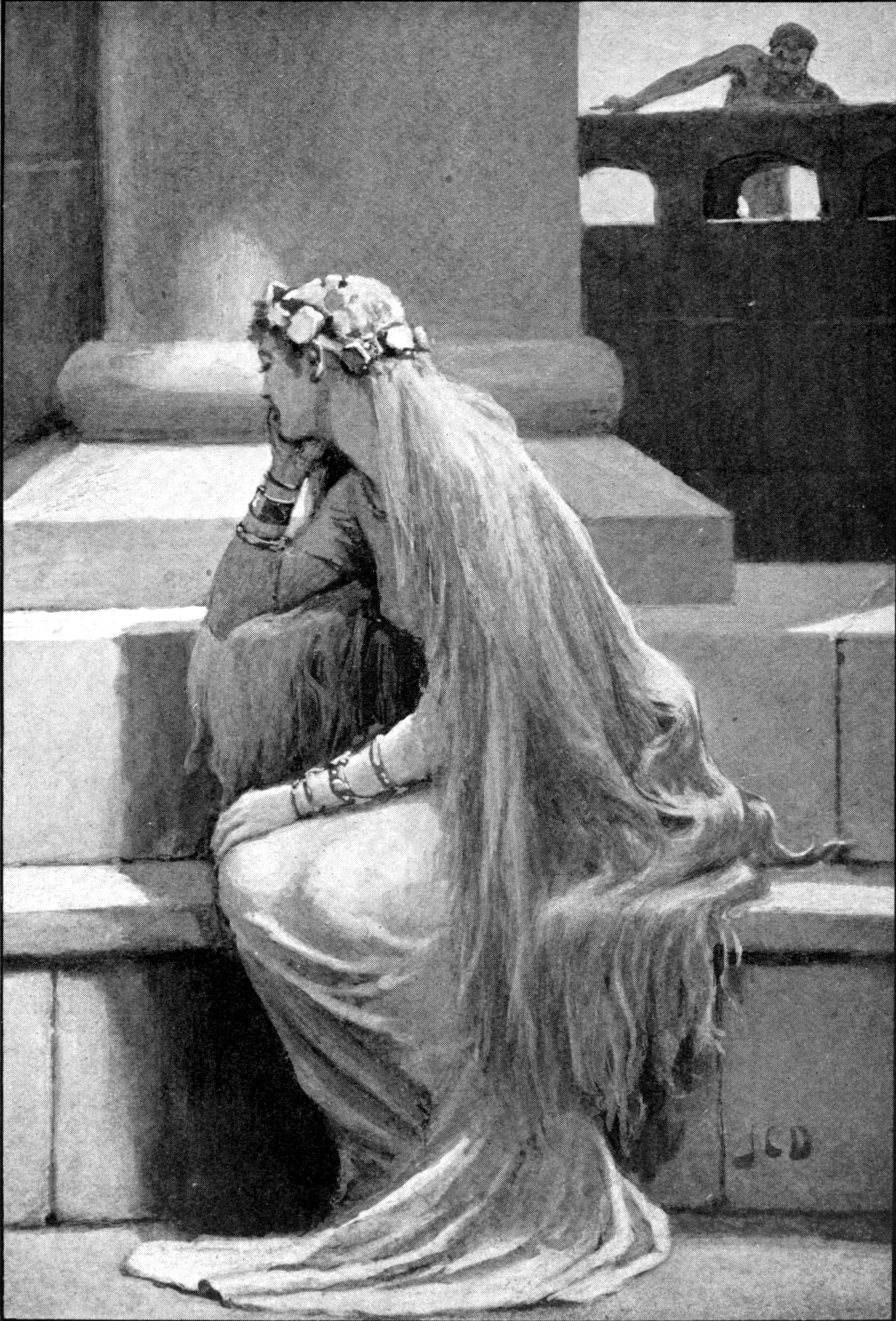
سیف، اثر جان چارلز دالمن (۱۹۰۹)

سیف در اسطوره‌شناسی اسکاندیناوی، ایزدبانوی باروری، غلات و جنگ است. به نظر می‌رسد نام او به معنی «خویشاوندی سببی، رابطه با ازدواج» است. سیف همسر باوفای ثور، ایزد قدرتمند آذرخش است و به داشتن موهایی بلند و زرین شهرت دارد. اطلاعات زیادی از این ایزدبانو در دسترس نیست و هیچ نشانی از او در اسطوره‌ها دیده نمی‌شود، به غیر از نامش که اغلب در ادبیات کهن نورس شامل ادای منظوم و ادای منثور به قلم اسنوری استورلوسون و همچنین اشعار اسکالد ذکر شده‌است.
سیف به عنوان مادر ایزدی به نام اولر (نامی از اینکه پدر او کیست در منابع ثبت نشده‌است)، و از ثور، مادر الهه‌ای به نام ثراد به‌شمار می‌رود. در برخی از تفسیرات آمده که او دارای موهبت پیشگویی می‌باشد، اگرچه این ادعا در ادای شاعرانه ذکر نشده‌است. اعتقاد بر این بود که او ایزدبانویی است که به دیگران برای یافتن راه حل و رسیدن به صلح در زمان‌های دشوار کمک می‌کرد. او همچنین با زمین مرتبط بود و حامی برداشت محصولات کشاورزی بود چون می‌دانست این‌ها می‌توانند همانند سرمایه‌ای برای مردم به‌شمار روند.

## افسانه‌های سیف
در ادای منثور، نام سیف یک مرتبه در دیباچه، فصل ۳۱ گیلفاگینینگ، و در اسکالدزکاپارمال به عنوان مهمان جشن آگیر، مبحث میل یک یوتون، بطوریکه موهایش توسط لوکی کوتاه شده بود در کنار چندین کنینگ دیگر مختلف ذکر شده‌است. او در فصل سوم از بخش دیباچهٔ ادای منثور معرفی شد؛ شرح یوهمرگرایی اسنوری از خاستگاه اسطوره‌شناسی اسکاندیناوی.
سیف دارای موهایی زیبا و خارق‌العاده بود و بهترین افسانه‌ای که او در آن نقش داشته‌است، هنگامی بود که ایزد شرارت لوکی به‌طور مخفیانه وارد اتاق خواب او شده و از روی کینه‌توزی، تمام موهای زرین او را کوتاه کرد. زمانی که این خبر به گوش ثور رسید بسیار خشمگین شد. ثور که نمی‌توانست خشم خود را کنترل کند، لوکی را از زمین بلند کرده و قصد خرد کردن تمام استخوان‌های بدنش را داشت، تا اینکه لوکی او را متقاعد کرد و قول داد که جایگزینی برای موهای سیف پیدا کند. ثور نیز پیشنهاد او را پذیرفت و از کشتنش چشم‌پوشی کرد. لوکی به غار بزرگ، خانهٔ پسران ایوالدی رفته و برای آن‌ها دلیل سفر خود را بازگو کرد. سپس از این دورف‌ها درخواست کرد که طلا را طوری شکل دهند که به خوبی تارهای موی سیف شوند و چنان سحر و جادویی در آن بکار برند که بر روی سر او شروع به رشد کنند. دورف‌ها موافقت کردند و موهایی زرین توسط رشته‌های طلا درست کردند که در انتها لوکی آن‌ها را به سیف داد. او همچنین نقشی در داستان به وجود آمدن پتک معروف ثور، میولنیر دارد، اگرچه در اینجا هم نقش او بسیار کمرنگ و ناچیز است. با پیشبرد داستان، این اتفاق منجربه خلق کشتی عجیب اسکیدبلادنیر و گراز گولین‌بورستی برای فریر، و بازوبند طلایی دروپنیر برای اودین شد.

## سرشناسی امروزی
نام یکی از آتشفشان‌های واقع در سیارهٔ ونوس از روی سیف، ایزدبانوی اساطیر نورس گرفته شده‌است. بسیاری از ویژگی‌های سیاره ونوس از نام زنان و الهه‌های نامدار الهام گرفته‌است. نام خود سیاره نیز برگرفته از ایزدبانوی عشق و زیبایی رومی، ونوس است.
شخصیت سیف در کتاب‌های کامیک مارول کامیکس براساس اساطیر نوردیک سیف است، که توسط هنرپیشه آمریکایی جیمی الکساندر در فیلم‌های دنیای سینمایی مارول شامل: ثور (۲۰۱۱) و دنبالهٔ آن، و مجموعه تلویزیونی مأموران شیلد تصویر شده‌است. الکساندر همچنین حضوری افتخاری در قسمت چهارم از فصل اول مجموعهٔ تلویزیونی لوکی تحت عنوان «رویداد نکسوس» دارد، که در آن اشارهٔ کوچکی به حادثه قیچی موزنی شده‌است.
خانم سیف در بازی ویدئویی خدای جنگ: رگناروک (۲۰۲۲) اثر استودیو سنتا مونیکا با صداپیشگی امیلی روز حضور دارد.